# مهدی خزعلی
مهدی خزعلی (زادهٔ ۴ آذر ۱۳۴۴) پزشک و سیاستمدار اهل ایران است. وی فرزند ابوالقاسم خزعلی، مدیر انتشارات حیان ، بنیان‌گذار مؤسسهٔ فرهنگی انتشاراتی اباصالح و دبیرکل جبهه آزادی است.
او به‌دلیل مطالبی که در انتقاد از دولت منتشر ساخته‌است چندین بار بازداشت شده و صلاحیت وی در انتخابات  ریاست‌جمهوری دورهٔ دوازدهم، مجلس شورای اسلامی و سازمان نظام پزشکی رد شده است. 

## فعالیت‌ها

### انتشار کتاب هویت
مهدی خزعلی در دههٔ ۷۰ در انتشارات حیان متن برنامهٔ هویت ساخته سعید امامی و حسین شریعتمداری را همراه با مقدمه‌ای از خود منتشر و بارها تجدید چاپ کرد. در این برنامه، نویسندگانی نظیر عبدالحسین زرین‌کوب، احمد شاملو و محمود دولت‌آبادی «خائن به ملت» معرفی شدند و اعترافات تلویزیونی سعیدی سیرجانی پژوهش‌گر، نویسنده، فعالِ سیاسی منتقد نظام جمهوری اسلامی و نظریه ولایت فقیه و نیز عزت‌الله سحابی فعال ملی مذهبی که تحت زندان و شکنجه تولید شده بود، برای نخستین بار پخش شد. در مقدمهٔ کتاب، مهدی خزعلی بر تئوری توطئه «شبیخون فرهنگی»، تئوری محبوب علی خامنه‌ای، تأکید کرد. در این مقدمه آمده:
هویت، نقلی است مستند، از صف‌آرایی بیگانگان، هویت هشداری است به سهل‌انگاران؛ و سخن ما در این برههٔ حساس که مقام معظم رهبری ـ مُدَّ ظِلُّه ـ آن را «شبیخون فرهنگی» نامیدند، جز ابلاغ رسالت و ادای تکلیف نبود، «و ما علینا الّا البلاغ المبین».
برخی معتقدند برنامه «هویت» یک زمینه‌چینی تبلیغاتی برای اجرای طرح عملیاتی «قتل‌های زنجیره‌ای» بود که در نیمه راه افشا شد. به گفته فرج سرکوهی برنامه «هویت» با هدف آماده‌سازی افکار عمومی برای حذف منتقدانی که به گفته رهبر جمهوری اسلامی «عوامل تهاجم فرهنگی» بودند، ساخته شد.  خزعلی بعدها  ارتباط خود با سعید امامی را تکذیب کرد و در اظهاراتی انتشار  این کتاب را توجیه کرده، و گفته قسمت های بعدی این برنامه قرار بود به نقد مسئولان نظام بپردازد.  فرج سرکوهی اظهارات خزعلی درباره این کتاب و برنامه را ضدونقیض دانسته است.

### نسبت یهودی دادن به احمدی نژاد
مهدی خزعلی در سال‌های ریاست جمهوری محمود احمدی‌نژاد ، انتقادات تندی  را علیه وی در وبلاگ شخصی خود مطرح ساخت که در پاره‌ای اوقات بازتاب‌هایی در رسانه‌های جهانی و داخلی داشته‌است. او احمدی‌نژاد را متهم به تغییر نام خانوادگی، به دلیل تبار یهودی اش کرده‌است.  خزعلی پس از سخنرانی عباس پالیزدار، جزء معدود افرادی بود که به پیگیری پروندهٔ وی پرداخت.

### ثبت نام انتخابات ریاست‌جمهوری ۱۳۹۶
مهدی خزعلی در اولین روز ثبت نام کاندیداها برای شرکت در انتخابات ریاست‌جهوری ۱۳۹۶ ثبت نام کرد، اما در پایان رد صلاحیت شد. پس از رد صلاحیت خود او در آخرین هفته انتخابات از حسن روحانی با ذکر این مطلب که (با توجه به حضور رییسی و قالیباف در این دوره از انتخابات و حضور روحانی اصولگرا و عضو جامعه روحانیت مبارز و این‌که در تمرین دموکراسی و برای این‌که در مقابل گزینه اول جناح حاکم بایستیم، از آخرین گزینه حاکمیت حمایت خواهم کرد) به حمایت از حسن روحانی و لیست شورای عالی سیاست‌گذاری اصلاح طلبان برای شورای شهر تهران پرداخت. او حتی در این دوره مکاتباتی نیز با سید محمد خاتمی بر قرار کرد و هشدارهایی به او در خصوص روند پیش گرفته اصلاح طلبان داد.

### اتهام به حسین شریعتمداری
در ارتباط با قتل‌های زنجیره‌ای، مهدی خزعلی طی یک مصاحبه با شبکه تلویزیونی «در تی وی»، این اتهام را به حسین شریعتمداری وارد کرد که او به همراه محمود احمدی‌نژاد در قتل کاظم سامی، دبیرکل جاما و وزیر بهداری دولت موقت، دست داشته‌است.

### آرامستان بهائیان تهران
از اوایل سال ۱۴۰۰ مسعود مؤمنی - مأمور وزارت اطلاعات - کنترل آرامستان بهائیان تهران را که در مجاورت گورهای دسته جمعی خاوران است به دست گرفت. پیش از این آرامستان بهائیان در مالکیت و مدیریت بهائیان بود. این مأمور اطلاعات از بهائیان مبالغ گزافی برای دفن متوفیانشان طلب می‌کند، و در صورت عدم پرداخت اجساد را بدون اطلاع خانواده‌های متوفی در گورهای دست جمعی دفن می‌کند. این در حالی است که بهائیان حاضر به دفن مردگان خود در گورهای دسته جمعی خاوران نیستند. به گفته سیمین فهندژ سخنگوی جامعه جهانی بهائی «بهاییان نمی‌خواهند که به کسی بی‌احترامی کرده باشند. چون درد خاکسپاری بدون احترام را چشیده‌اند». در سال ۱۴۰۲ سه تن از بهائیانی که طی سالها به همکیشان خود در امور کفن و دفن یاری می‌رساندند و بهائی دیگری که پیگیر دفن مادربزرگ خود در آرامستان بهائیان بود دستگیر و هر کدام به پنج سال زندان محکوم شدند. مسعود مؤمنی همچنین بنا به میل خود از ورود بهائیان به آرامستان خود جلوگیری می‌کند.
مهدی خزعلی در تیر ماه ۱۴۰۲ به آرامستان بهائیان تهران رفت و طی مصاحبه‌ای ویدیویی با مسعود مؤمنی - مأمور وزارت اطلاعات - اقدام به وارونه جلوه دادن حقیقت و انکار مشکلات پیش آمده برای بهائیان نمود.

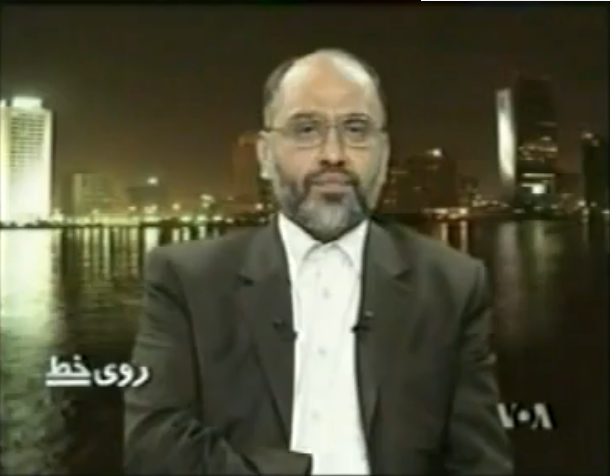

## بازداشت‌ها
او در پی رویدادهای پس از انتخابات دهمین دوره ریاست‌جمهوری، دستگیر و زندانی شد. آیت‌الله خزعلی در اعلامیه‌ای از فرزندش اعلام برائت کرد. ابوالقاسم خزعلی در این برائت‌نامه می‌گوید:
 مدت مدیدی است پسرم مهدی خزعلی از راه مستقیم منحرف شده درست در خط مقابل قرار گرفته هر چه نصحیت می‌کنم و برای هدایتش متوسل به اولیای خدا می‌شوم اثر نمی‌کند. با بعضی از علمای بزرگ صحبت کردم، فرمود دست نگه دار شاید به راه بیاید. دیگر کاسه صبرم لبریز شده، دیگر با او صحبت نمی‌کنم و حرف‌های نامناسب او را برنمی‌تابم. ملت انقلابی عزیز همیشه در صحنه ما بدانند او از ما جدا هست و هر چه از من نقل کند، نپذیرند. با من ارتباطی ندارد ولی الان هم دعا می‌کنم خداوند به او توفیق دهد که از راه انحرافی که پیش گرفته‌است برگردد و گرنه خداوند مقتدر، اسلام و انقلاب و امام و رهبر و رئیس‌جمهور و مسلمین عزیز را از شر او مصون و محفوظ بفرماید.
وی پس از اعتراضات مردم ایران به نتایج انتخابات ریاست جمهوری، توسط دادگاه ویژه روحانیت بازداشت و سپس زندانی شد. او پس از احضار و پیش از دستگیری در وبگاه شخصی‌اش نوشت: «نمی‌دانم در من چه روحانیتی دیده‌اند که مرا به این دادگاه احضار نموده‌اند!» گفتنی است دادگاه ویژهٔ روحانیت طبق قانون فقط می‌تواند به جرایم انجام‌شده توسط افراد روحانی رسیدگی نماید. خزعلی در ۳۱ تیر ماه ۱۳۸۸، با وثیقهٔ بیست میلیون تومانی آزاد شد.
در ۲۱ مهر ۱۳۸۹ خزعلی توسط پلیس امنیت تهدید و سپس برای بازجویی به زندان اوین منتقل شده و در نهایت بازداشت شد. اتهام او اقدام علیه امنیت ملی و تشویش اذهان عمومی اعلام شد. و در روز شنبه ۲۳ آبان ۱۳۸۹ آزاد شد. بنا به اخبار رسیده، وی به شدت از خبرهای منتشره در روزنامه و سایت‌های حامی دولت در خصوص علت بازداشتش انتقاد کرده‌است.
مهدی خزعلی در ۲۷ تیر ماه ۱۳۹۰ بازداشت و پس از حدود یک ماه در ۲۳ مرداد به قید وثیقه آزاد شد.  وی در تاریخ ۷ مهرماه ۱۳۹۰ از کشور خارج شد و چند روز بعد به تهران بازگشت.
مهدی خزعلی در ۲۸ آبان ۱۳۹۰، با نوشتن نامه‌ای خطاب به سید علی خامنه‌ای و انتقاد از او، دربارهٔ بازداشت شدنش نوشت:
 اطراف شما را مداحان و ثناگویان و متملقان گرفته‌اند، چاپلوسی و دستبوسی و پابوسی بیداد می‌کند، یکی چفیه را به تبرک می‌برد، دیگری به عبای شما تبرک می‌جوید، جمعی بوسه بر جایگاه شما می‌زنند و جماعتی قدمگاه شما را مسح می‌کنند، تمسک به کلام شما ناسخ آیه و روایت است، غالیان شما را بالاتر از خدا می‌دانند، در این هیاهوی بازار آهنگران، که عمود خیمه را در کوره مدح و ثنا نهاده و هریک با تملق و چاپلوسی پتکی بر آن می‌کوبند، چه جای سخن نقاد است؟
پس از انتشار مطلبی با عنوان «جنتی‌نامه» در وبلاگ خزعلی دربارهٔ احمد جنتی، شعبهٔ نهم دادسرای رسانه احضاریه‌ای برای او فرستاد و در ۱۹ دی ماه ۱۳۹۰ مجدداً دستگیر شد. همسر مهدی خزعلی دربارهٔ این بازداشت گفت که «مأموران هنگام بازداشت همسرش، به‌شدت به او حمله کرده‌اند، به‌طوری‌که یکی از استخوانهای دست و دندان او شکسته‌است.» او در اعتراض به بازداشت مجددش از آغاز دستگیری در تاریخ ۱۹ بهمن در زندان اوین در اعتصاب غذا به‌سر می‌برد و اوضاع جسمی او وخیم گزارش می‌شود. محمد نوری‌زاد و همسران شهید باکری و همت در نامه‌ای خطاب مهدی خزعلی، از او درخواست کردند که به اعتصاب غذای خود پایان دهد. او در ۱۷ بهمن ۱۳۹۰ در پیامی در پاسخ به پایان اعتصاب غذا خطاب به محمد نوری‌زاد و همسران شهید باکری و همت گفت: «پیش از آن‌که در سوگ ارزش‌ها دق کنم؛ بگذارید به خیل شهیدان بپیوندم.»

### بازداشت همسر و دختر
همسر مهدی خزعلی و دخترش در تاریخ ۲۶ بهمن ۱۳۹۰ توسط نیروهای امنیتی بازداشت شدند.
مهدی خزعلی در ۲۶ بهمن ۱۳۹۰، در نامه‌ای به احمد منتظری گفت: «شاید با شهادت من بساط بیدادگاه‌های انقلاب جمع شود.» مهدی خزعلی در ۲۹ بهمن ۱۳۹۰، در پی بروز حمله قلبی در چهل و دومین روز اعتصاب غذای خود در زندان به بیمارستان منتقل شد.
مهدی خزعلی ساعت دو بامداد روز یکشنبه ۳۰ بهمن ۱۳۹۰ در بیمارستان طالقانی بازداشت و به مکان نامعلومی منتقل شد. او سرانجام در تاریخ ۱۴ خرداد ۱۳۹۲ آزاد شد.

### حکم زندان در سال ۱۳۹۰
مهدی خزعلی در تاریخ ۱۶ بهمن ۱۳۹۰ به ۱۴ سال حبس، ۱۰ سال تبعید و ۹۰ ضربه شلاق محکوم شد. این حکم در دادگاهی به ریاست قاضی پیرعباسی صادر شد.

### بازداشت در سال ۱۳۹۵
مهدی خزعلی بار دیگر درتاریخ ۱۷ بهمن ۱۳۹۵ مقارن با دهه فجر در پی اعلامیه او مبنی بر عدم شرکت در راه‌پیمایی ۲۲ بهمن در مقابل دفتر سرای قلم توسط نیروهای دادستانی دستگیر و به زندان اوین منتقل شد وی بلافاصله پس از دستگیری بار دیگر دست به اعتصاب غذای خشک زد.

### اعتصاب غذا
مهدی خزعلی در اسفند سال ۱۳۹۰ در اعتراض به عدم پایبندی به آیین دادرسی در سیستم قضایی ایران دست به اعتصاب غذا و همچنین اعتصاب غذای خشک زد.

### آزادی
در پی طولانی‌شدن اعتصاب غذای خزعلی و بستری‌شدن وی در یکی از بیمارستان‌های تهران، با حضور نماینده دادستانی و پزشکی قانونی، در بیمارستان محل بستری وی، محکومیت را برای وی خطرناک تشخیص دادند و از تاریخ ۲۳ تیر ۱۳۹۳، حکم به آزادی وی دادند.

### بازداشت بعد از انتخابات ریاست‌جمهوری ۱۳۹۶
مهدی خزعلی در ۲۲ مرداد ۱۳۹۶ توسط مأموران امنیتی از مقابل درِ منزل آیت‌الله ابوالقاسم خزعلی بازداشت شد. او اعلام کرد که دست به اعتصاب غذای خشک می‌زند. مهدی خزعلی در این بازداشت، خانوادهٔ خود خصوصاً خواهر و شوهرخواهر خویش را از مسببان اصلی آن می‌داند.

## افشاگری‌ها

### خانه ۵۰ میلیون دلاری کبری خزعلی
کبری خزعلی (رئیس شورای اجتماعی زنان، پشتیبان زیادزایی زنان و حذف غربالگری پیش از زایمان) خانه ای دارد که به گفته مهدی خزعلی در سال ۱۳۹۹ معادل ۵۰۰ میلیارد تومان (بیش از ۵۰ میلیون دلار آمریکا) ارزش داشته‌است. مهدی خزعلی اولین بار این خبر را افشا کرد و نیز گفت دو فرزند از سه فرزند کبری در خارج از کشور زندگی می‌کنند.

### گرفتن ملک شاه
در شهریور ۱۳۹۷ مهدی خزعلی افشا کرد که خانواده او ملک مصادره ای متعلق به خانواده شاه را بدون مزایده خریده‌اند و به او یک آپارتمان ۲۰۰ متری از این معامله رسیده‌است و وی از رضا پهلوی برای آن آپارتمان طلب حلالیت کرد.

برادرش محسن خزعلی در مصاحبه با جوان آنلاین در مهرماه ۱۳۹۸ گفت: 
این حرف ناشی می‌شود از این‌که ایشان نه فقه می‌داند و نه حقوق! خاندان پهلوی اموال ایران را چپاول کردند و بردند! سهام عمده چند مؤسسه مالی بزرگ در اروپا و آمریکا، متعلق به فرح دیبا است، این‌ها که ارث پدری این‌ها نیست! پس این اموال متعلق به خاندان پهلوی نبوده و در زمره اموال عمومی است. پس از انقلاب، بستگان ما به قیمت آزاد این ملک را خریدند (چون خود حاج‌آقا این خانه را نخریده بودند). در این فرایند نه سوء استفاده‌ای بوده و نه اعمال نفوذی… اگر کسی بتواند ثابت کند که آیت‌الله خزعلی نسبت به قبل از انقلاب یک ریال بیشتر داشته‌است، بنده هر چه دارم به او می‌بخشم و اعلام می‌کنم:آیت‌الله خزعلی به انقلاب خیانت کرد!

### پسر و دختر کبری خزعلی در آمریکا
در شهریور ۱۴۰۱ کاربری در توئیتر دربارهٔ اینکه احسان نوحی بزنجانی، فرزند کبری خزعلی، رئیس شورای فرهنگی و اجتماعی زنان و خانواده شورای عالی انقلاب فرهنگی نیز در آمریکا زندگی می‌کند، افشاگری کرد. سپس مهدی خزعلی دربارهٔ این خبر گفت:خبر صحت دارد، نه تنها پسر کبری خانم؛ حتی خواهرزاده دیگرم، یعنی دختر ایشان نیز سال‌هاست که در آمریکا زندگی می‌کند.

### پسر انسیه خزعلی
او اولین بار افشا کرد که پسر انسیه خزعلی در کانادا زندگی می‌کند و در زمینه وی‌پی‌ان فعالیت دارد. او در شهریور ۱۴۰۱ گفت: مسئله من این نیست که چرا این عزیزان یا هر هم‌وطن دیگری به خارج از کشور مهاجرت و زندگی کند، که این حق هر کسی است اما این عزیزان با رانت رفته‌اند و این موفقیت‌ها را به دست آورده‌اند. این درست نیست که والدین کسی در ایران موافق فیلترینگ نباشد اما او در خارج از ایران در زمینه وی‌پی‌ان کار کند. شما نمی‌توانید موافق حجاب، آن هم نه شال و مانتو که فقط چادر باشید اما فرزندان خود را بفرستید در جایی که حجاب آزاد است، زندگی کنند.
در ۱۴ آذر ۱۴۰۱ محمد جرجندی کارشناس جرائم سایبری، مدارکی را افشا کرد، که ثابت می‌کنند حمید رضازاده صاحب یک خانه ۲ میلیون دلاری در ونکوور است و این با اظهارات انسیه خزعلی مبنی بر اقامت کاری او در کانادا تناقض دارد.

## زندگی شخصی
مهدی خزعلی یکی از نه فرزند ابوالقاسم خزعلی (۱۳۰۴ – ۱۳۹۴) فقیه و عضو سابق شورای نگهبان و مجلس خبرگان رهبری و قانون اساسی است. خواهر او، انسیه خزعلی، معاون رییس جمهور ایران در امور زن و خانواده است. همسر مهدی خزعلی دختر برادر سید محمد موسوی بجنوردی، عضو مجمع محققین و مدرسین حوزه علمیه قم است.

## یادداشت
1. ↑  متن جنتی‌نامه: دایی چند صباحی بیشتر در تیم ملی ماند، او که آقای گل جهان بود، او که قهرمان ملی لقب گرفته بود، او که بارها دل ملت را شاد کرده بود، او که پرچم ایران را در میادین بسیاری به اهتزاز درآورده بود، سوژه طنازان و نکته پردازان شد، کاریکاتور او با عصا و عینک در زمین، چمن زینت بخش روی
جلد مجلات شد! خیلی زود پیام طنزپردازان را فهمید و بازی خداحافظی خود را برگزار کرد و هنوز هم محبوب دل مردم و قهرمان ملی است. او قبل از این که به ریپ زدن بیافتد و ددمنشانه را به ۱۴ روایت بگوید رفت! او قبل از آنکه به جای فکر چیز دیگری گوید، رفت!
اما نمی‌دانم، چرا جنتی نمی‌خواهد پیام زیبا و ظریف نکته پردازان و طنازان را بشنود، شاید خود را به خواب زده باشد، شاید گوشی برای شنیده و چشمی برای دیدن ندارد، شاید کهولت سن و ثقل سامعه و ضعف بصر او را کر و کور کرده؟ یا حب جاه و مقام و مال و منال و مکنت و حشمت و ریاست او کر و کور کرده‌است، نکند مصداق صم بکم عمی فهم لایعقلون شده باشد! اگر زبان نرم و لطیف و نازک طنز را نشنویم، دیری نمی‌پاید که با درشتی و زشتی همان پیام را در گوشمان خواهند گفت، آخر پدر جان؛ بابا بزرگ جان؛ ای که خود را ازلی و ابدی می دانی؛ ملت با چه زبانی بگویند که قرن ماضی بازنشست شده‌ای! عزیز دل آدم و حوا، کوتاه بیا! همسفر نوح نبی؛ قدری به خود استراحت بده! ای حَکَم هابیل و قابیل؛ ای محرم یوسف و زلیخا؛ ای ساکن طور سینا؛ ای حوت یونس؛ ای ساقی خضر نبی؛ ای زنده به دم عیسی؛ ای همره ابراهیم و اسماعیل؛ ای پرده دار ثور و ای پشت درنشین لیلﺔ المبیت، ای حارث شط فرات؛ ای مفتش سرداب سامراﺀ؛ ای همه جا حاضر؛ رحمی نما! آخر عزیز دل آدم؛ بیهوده سخن به این درازی نبود! از خود نمی‌پرسی، این همه طنز و لطیفه برای چیست؟
دوستان می‌توانند سطری بر این جنتی نامه بیافزایند! شاید این حضرت نمیر به خود آید و دست از سر مردم و این دنیا بردارد!